# Перевозна
Перево́зна (рос. Перевозая) — річка в Удмуртії (Воткінський район), Росія, права притока Сіви.
Річка починається за 2 км на північ від села Сидорові Гори, що на березі самої Ками. Далі річка тече від Ками в північно-східному напрямку, після села Перевозне — на схід. Впадає до Сіви неподалік села Нива.
Русло вузьке, долина неширока, розширюється біля гирла. Приймає декілька дрібних приток. Через річку збудовано автомобільний міст.
Над річкою розташоване село Перевозне.